# 当該
| ウィキペディアには「当該」という見出しの百科事典記事はありません（タイトルに「当該」を含むページの一覧/「当該」で始まるページの一覧）。 代わりにウィクショナリーのページ「当該」が役に立つかもしれません。 |